# Liste de grottes du Canada
Ceci est une liste de grottes au Canada incomplète. Certaines grottes parmi les plus remarquables se trouvent dans l'Ouest du Canada et dans certaines parties du sud de l'Ontario où le calcaire prédomine.
| Nom                                 | Élévation de l'entrée (m) | Profondeur (m) | Longueur (m) | Province             | Remarques |
| ----------------------------------- | ------------------------- | -------------- | ------------ | -------------------- | --- |
| Booming Ice Chasm                   |                           | 140            | 704          | Alberta              | Située dans la région de Crowsnest Pass |
| Grotte Cadomin                      | 1891                      | 220            | 2791         | Alberta              | Fermée en 2012 - syndrome du nez blanc |
| Grotte de glace de Canyon Creek     | 1769                      | +89.4          | 727.12       | Alberta              | Passage impraticable au-delà des premiers 150 m depuis 1980, en raison de l'accumulation de glace |
| Grotte de Castleguard               | 2016                      | 384            | 20357        | Alberta              | La plus longue grotte du Canada. Situé dans le parc national Banff, l'entrée de la grotte est fermée et nécessite l'autorisation de Parcs Canada pour y accéder.                                                  |
| Cave and Basin                      | 1403                      |                |              | Alberta              | Située dans la ville de Banff. L'entrée est payante, la grotte consiste en un tunnel creusé dans une caverne naturelle contenant des sources chaudes.                                                             |
| Grotte Gargantua                    | 2501                      | 286            | 6001         | Alberta              | Elle abrite la plus grande caverne naturelle au Canada. |
| Hole in the Wall (Trou dans le mur) | 2013                      |                | 30           | Alberta              | Une attraction touristique du mont Cory, au nord de Banff , visible depuis la route transcanadienne. |
| Grotte Hoodoo                       |                           |                |              | Alberta              | Située près de Nordegg |
| Plateau Mountain Ice Cave           | 2226                      |                | 90           | Alberta              | Située dans la réserve écologique du Plateau. Fermée au public au début des années 1970. |
| Grotte Rat's Nest                   | 1450                      | 245            | 4003         | Alberta              | Située près d'Exshaw, sous la montagne Grotto dans le parc national de la Péninsule-Bruce. L'accès se fait uniquement par visite guidée.                                                                          |
| Grotte Wapiabi                      |                           | 152            | 540          | Alberta              | Située près de Nordegg |
| Grotte Arctomys                     |                           | 536            | 3496         | Colombie britannique | Située dans le parc provincial du Mont-Robson. |
| Grotte Artlish River                |                           |                | 396          | Colombie britannique | Située dans le parc provincial Artlish Caves. |
| Bisaro Anima                        |                           | 670            | 5300         | Colombie britannique | Découverte en 2012 sur un plateau montagneux au nord de Fernie, en Colombie-Britannique. Profondeur extrême atteinte dans un puisard à la fin de 2017.                                                            |
| The Black Hole (Le trou noir)       |                           |                | 740          | Colombie britannique | Située dans le parc provincial Artlish Caves. |
| Grottes Cody                        |                           |                | 800          | Colombie britannique | Visites guidées seulement. |
| Grottes Chipmunk                    |                           |                |              | Colombie britannique | Située près de la rivière Chilliwack. |
| Close To The Edge                   | 700                       | 475            | 967          | Colombie britannique | |
| Devil's Bath                        |                           |                |              | Colombie britannique | |
| Eternal Fountain                    |                           |                |              | Colombie britannique | |
| Grottes de Horne Lake               |                           |                |              | Colombie britannique | Situées sur l'île de Vancouver. |
| Gumdrop                             |                           |                |              | Colombie britannique | Près de Sechelt |
| Grotte Little Huson                 |                           |                |              | Colombie britannique | |
| Grottes Nakimu                      |                           |                |              | Colombie britannique | Situées dans le parc national des Glaciers |
| Raspberry Rising                    |                           | 220            | 975          | Colombie britannique | Située au mont Tupper, en Colombie-Britannique. Toujours en cours d'exploration. |
| Grotte Skaha North                  |                           | 40m            | 300m         | Colombie britannique | Située à environ 5 km au sud de l'extrémité nord de Skaha et 3 km du lac Skaha. |
| Grotte Skaha South                  |                           | 30m            | 150m         | Colombie britannique | Située à environ 2 km au sud de Skaha Nord. |
| Grottes Slesse Creek                |                           |                |              | Colombie britannique | Situées près de Slesse Creek |
| Grotte Thanksgiving                 |                           | 479            | 8386         | Colombie britannique | Située sur l'île de Vancouver, près de Tahsis . Un nouveau passage a été découvert en septembre 2017. |
| Grotte de Valdes Island             |                           |                |              | Colombie britannique | Située sur l'île Valdes dans le détroit de Géorgie. |
| Vanishing River/Reappearing River   |                           |                |              | Colombie britannique | Située sur l'île de Vancouver. |
| Dépôts de calcaire                  |                           |                |              | Manitoba             | Située près du lac Winnipeg. |
| Grotte Kitt's                       |                           | 8              | 141          | Nouveau-Brunswick    | Située près de Hammondvale |
| Underground Lake                    |                           | 13.1           | 141          | Nouveau-Brunswick    | Grotte de gypse dans Demoiselle Creek |
| Grotte Hayes                        |                           |                |              | Nouvelle-Écosse      | Située près d'Elmsdale |
| Grotte de Cape Dauphin              |                           |                |              | Nouvelle-Écosse      | Située au Cap Dauphin |
| Grottes Bonnechere                  |                           |                |              | Ontario              | Situées à Eganville |
| Grottes Duncan Crevice              |                           |                |              | Ontario              | Située à Beaver Valley |
| Scenic Caves (Grottes panoramiques) |                           |                |              | Ontario              | Située près de Collingwood |
| Grottes de Warsaw                   |                           |                |              | Ontario              | Située dans le canton de Douro-Dummer. |
| Eramosa Karst                       |                           |                |              | Ontario              | Située à Hamilton. |
| Niagara Falls                       |                           |                | 46           | Ontario              | Grotte artificielle. |
| Cave Falls (Grotte des chutes)      |                           |                |              | Ontario              | |
| Grotte de Boischatel                |                           |                |              | Québec               | Située près de Québec, longeant la rivière Montmorency près de la chute Montmorency. C'est la plus longue grotte du Canada à l’est des Rocheuses. Elle est connue sur une longueur approximative de 3 000 mètres. |
| Grottes Saint-Alban                 |                           |                |              | Québec               | Située près de Saint-Alban |
| Caverne de Saint-Léonard            |                           |                | 250          | Québec               | Située près de Saint-Léonard; La grotte originale mesure 35 mètres de long avec une profondeur de 8 mètres. Une deuxième caverne de 250 mètres a été découverte en 2017.                                          |
| Le trou de la Fée                   |                           |                |              | Québec               | Située près de Desbiens sur la rivière Métabetchouane. |
| Trou du Diable                      |                           |                | 980          | Québec               | Située à Saint-Casimir, elle est la deuxième plus longue grotte au Québec. |
| Trou du Perdu                       |                           |                |              | Québec               | Saint-Michel-du-Squatec |
| Grottes de Bluefish                 |                           |                |              | Yukon                | Situées au sud d'Old Crow. |